# Olcnava
Olcnava és un poble i municipi d'Eslovàquia. Es troba a la regió de Košice, a l'est del país.

## Història
La primera referència escrita de la vila data del 1312.

## Demografia
| Godina             | 1994 | 2004   | 2014   | 2024   |
| ------------------ | ---- | ------ | ------ | ------ |
| Nombre de persones | 900  | 969    | 1044   | 1015   |
| Diferència         |      | +7,66% | +7,73% | −2,77% |

| Godina             | 2023 | 2024   |
| ------------------ | ---- | ------ |
| Nombre de persones | 1018 | 1015   |
| Diferència         |      | −0,29% |